# 锯尾蜥虎
锯尾蜥虎（学名：Hemidactylus garnotii）是壁虎科蜥虎属的一种，主要分布于东南亚及太平洋岛屿，也见于云南、广西、海南、香港和台湾。

## 形态特征
锯尾蜥虎头体长40～54毫米。背部为黄褐色或黑褐色，具有规则排列的黄褐色小圆斑，腹面黄褐色。尾部扁平，侧缘有大型圆锥状鳞片间隔排列，形成锯齿状缘， 前半部分尤为明显。是一種孤雌生殖的爬蟲類。

## 辭源
本種的種小名 garnotii 是為紀念法國博物學家Prosper Garnot而命名。

## 外觀描述
鋸尾蝎虎與其現存的近親疣尾蝎虎長得非常相似，後者是牠最接近的物種。然而，鋸尾蝎虎個體通常比[[疣尾蜥虎|疣尾蝎虎]更大，背部的斑紋也更加明顯。鋸尾蝎虎的腹部通常為淡黃色或橘色。其尾部兩側各有一排大型、尖刺狀的鱗片。這些鱗片質地柔軟，顏色與尾部相同，其用途目前仍不明。

## 繁殖
鋸尾蝎虎完全透過單性生殖繁殖， 所有個體皆為雌性。與所有爬蟲動物一樣，鋸尾蝎虎以產卵方式繁殖，但因其具單性生殖能力，這些卵不需雄性受精即可孵化。

## 地理分布
鋸尾蝎虎原生於南亞、東南亞、波里尼西亞及澳洲東岸。牠也出現在大洋洲（特別是紐西蘭、夏威夷與斐濟）、塞席爾群島、巴哈馬以及熱帶美國地區。在美國的夏威夷州、佛羅里達州與喬治亞州，牠被視為外來入侵種。 在澳洲，鋸尾蝎虎僅有少數族群，但已穩定定居，特別可見於雪梨與福瑞沙地區。

## 保护
本种于2023年被收录入《有重要生态、科学、社会价值的陆生野生动物名录》。

## 圖庫

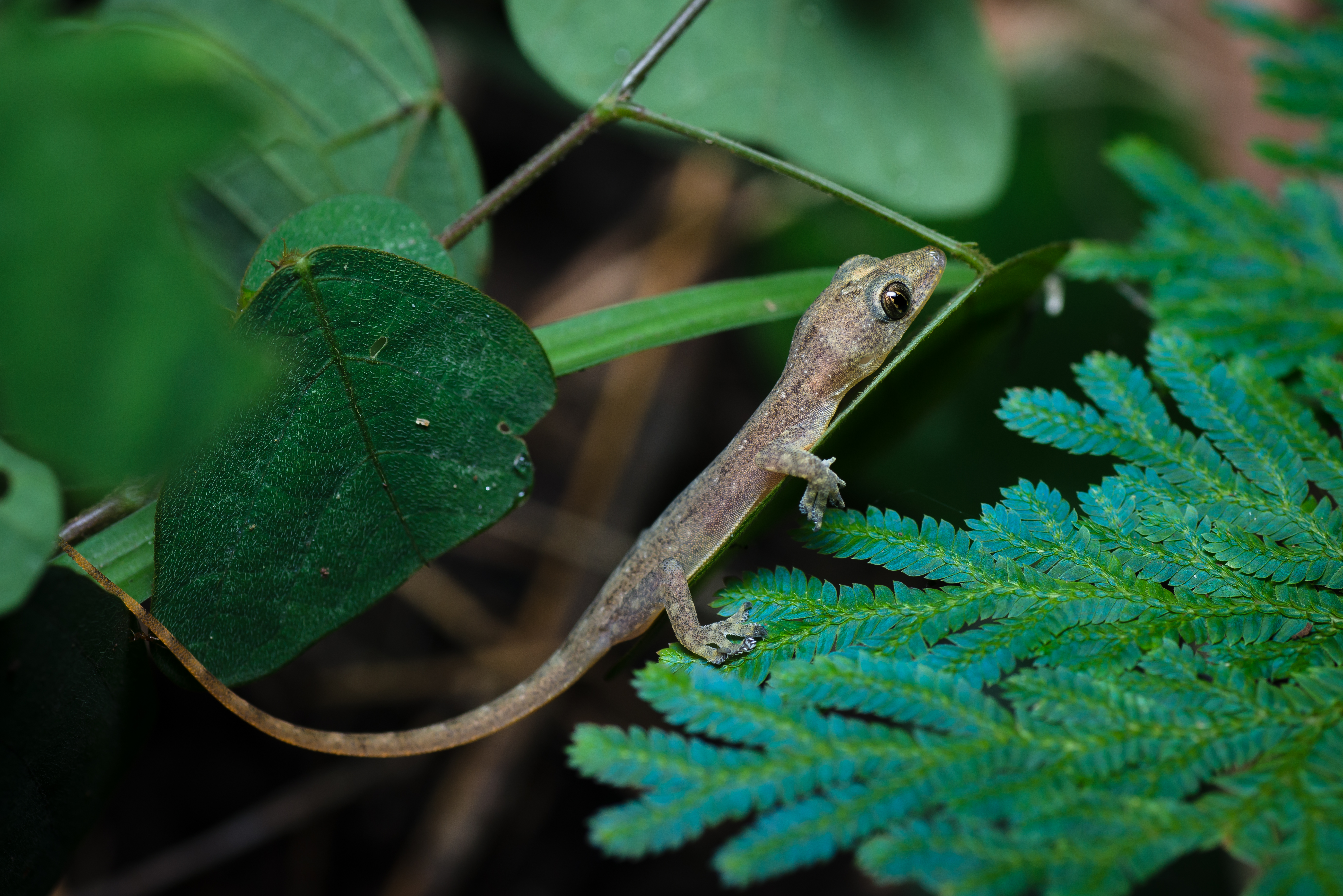
Hemidactylus garnotii，Garnot氏家壁虎 –那歐國家公園, 泰國